# 凱迪拉克Escalade
Escalade又稱做凱雷德，為美國通用汽車公司旗下凯迪拉克所推出的大型豪華休旅車，至今已推出至第五代車型，Escalade一直以來為品牌中最旗艦之車款，擁有許多名人與富商人士作為禮車使用，以符合其身分與地位的象徵。

## 歷史
90年代末期，汽車市場中掀起一股SUV潮流，如歐洲車廠的寶馬X5、賓士GL，日本車廠的豐田RAV4、本田CR-V等等。而1998年林肯Navigator推出後，更是在美国豪華休旅車市場中獨攬大局，通用汽車趕緊透過凯迪拉克與其抗衡，於1999年推出第一代Escalade。
Escalade在英文中為塔房或城牆下防禦中的一個重要戰術名稱，象徵著堅固且強大。其車款變體包含一般五門五座版本、加長軸距版（ESV）、貨斗版（EXT）、混合動力版（Hybrid）、性能版（V）。自1999年至今，Escalade以銷售至多個國家，其中又以中東、俄羅斯、美國、中國市場最為可觀，對於汽車歷史中佔了一定的地位。

## 第一代(1999–2000)
第一代Escalade於1999年推出，目的在於因應休旅車市場的來襲，不讓對手林肯Navigator專美於前，但通用汽車過於匆促且缺乏經驗，僅花了18個月推出，第一代Escalade 與 GMC Denali 使用了換牌工程，外觀上幾乎一樣，最終導至外型沒有 Navigator精緻，車身尺寸也比 Navigator小（Escalade為5人座，Navigator為8人座），更沒有以往凱迪拉克的應有的豪華感。

### 動力
Escalade 與 Denali 也共用同一顆引擎，5.7升V8 Vortec 5700，馬力為255匹（190kW），與 Navigator的300匹（220kW）以及365lb⋅ft 5.4升 InTech V8 相比，動力明顯相差甚遠。

### 配備
配備採單一規格，標配16吋鍍鉻鋁圈、安吉星車機、自動音調控制（ATC）、六具Bose音響、真皮記憶座椅、座椅加熱、keyless、三區恆溫、後座出風口、木紋飾板、定速實木方向盤、自動頭燈及霧燈。

### 價格
1999年和2000年的Escalade建議售價從 46,225美元起跳，而根據IIHS表示，Escalad 在當年為全美失竊最多的車輛。

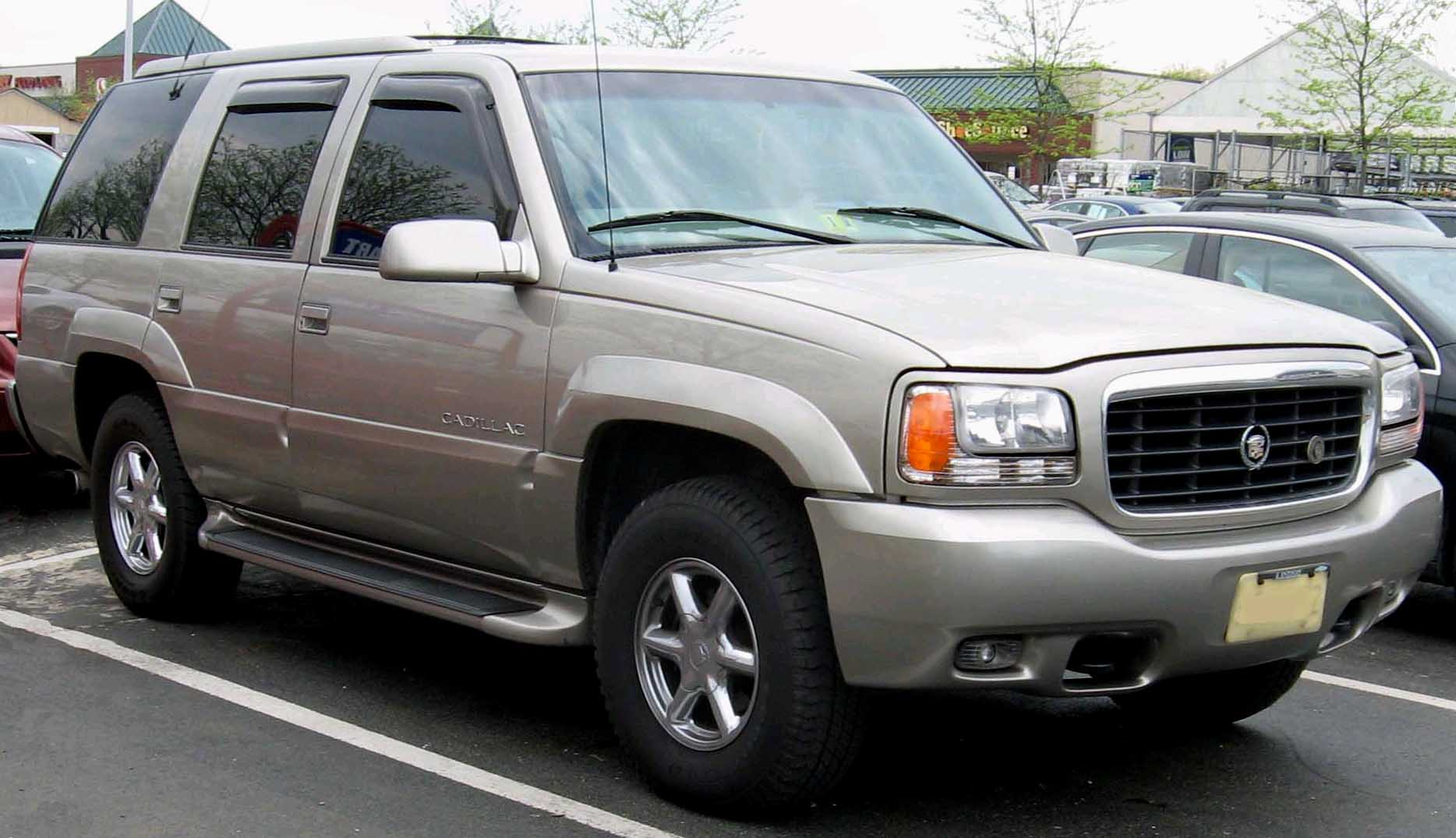
1999 Escalade (右側)
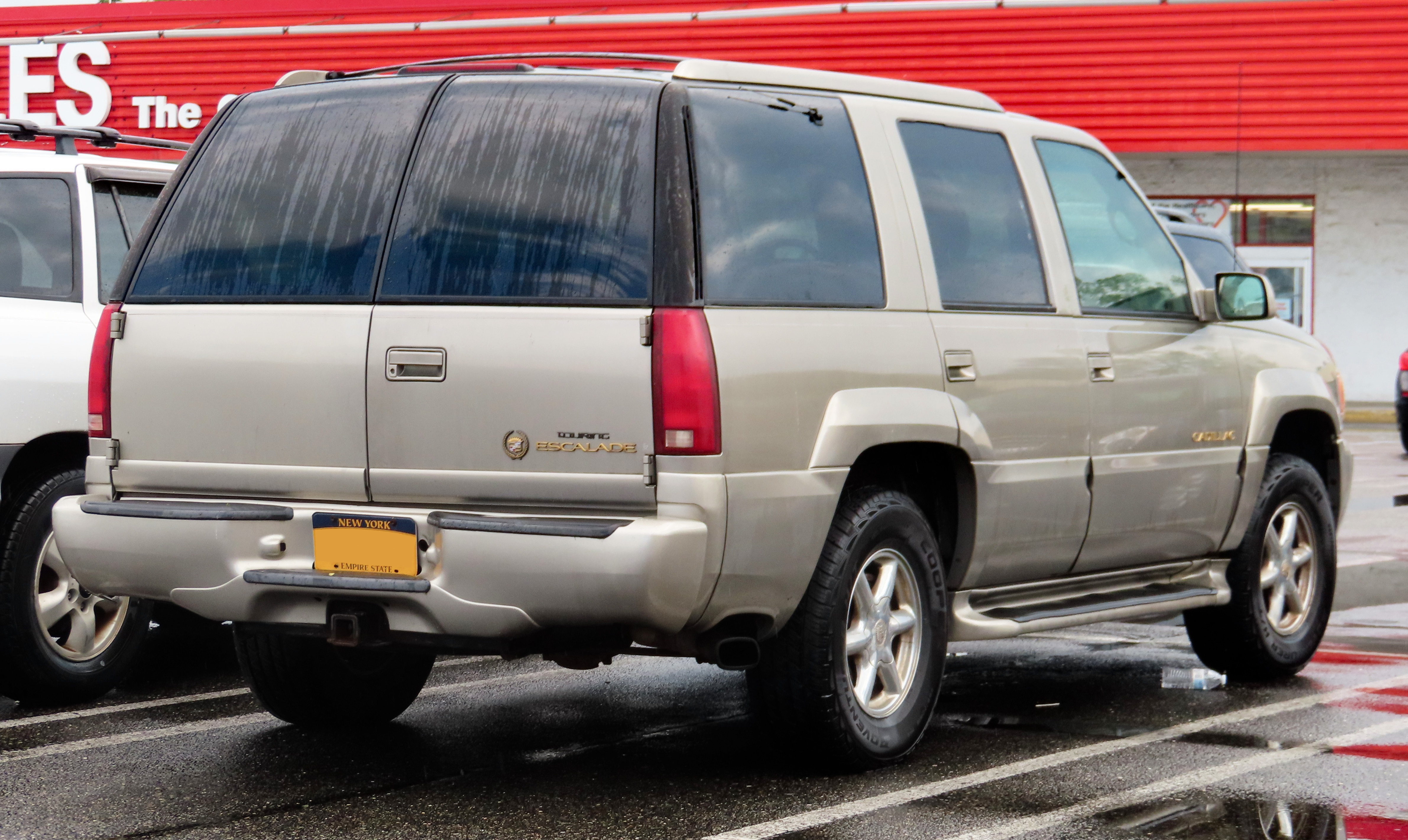
1999 Escalade (尾部)
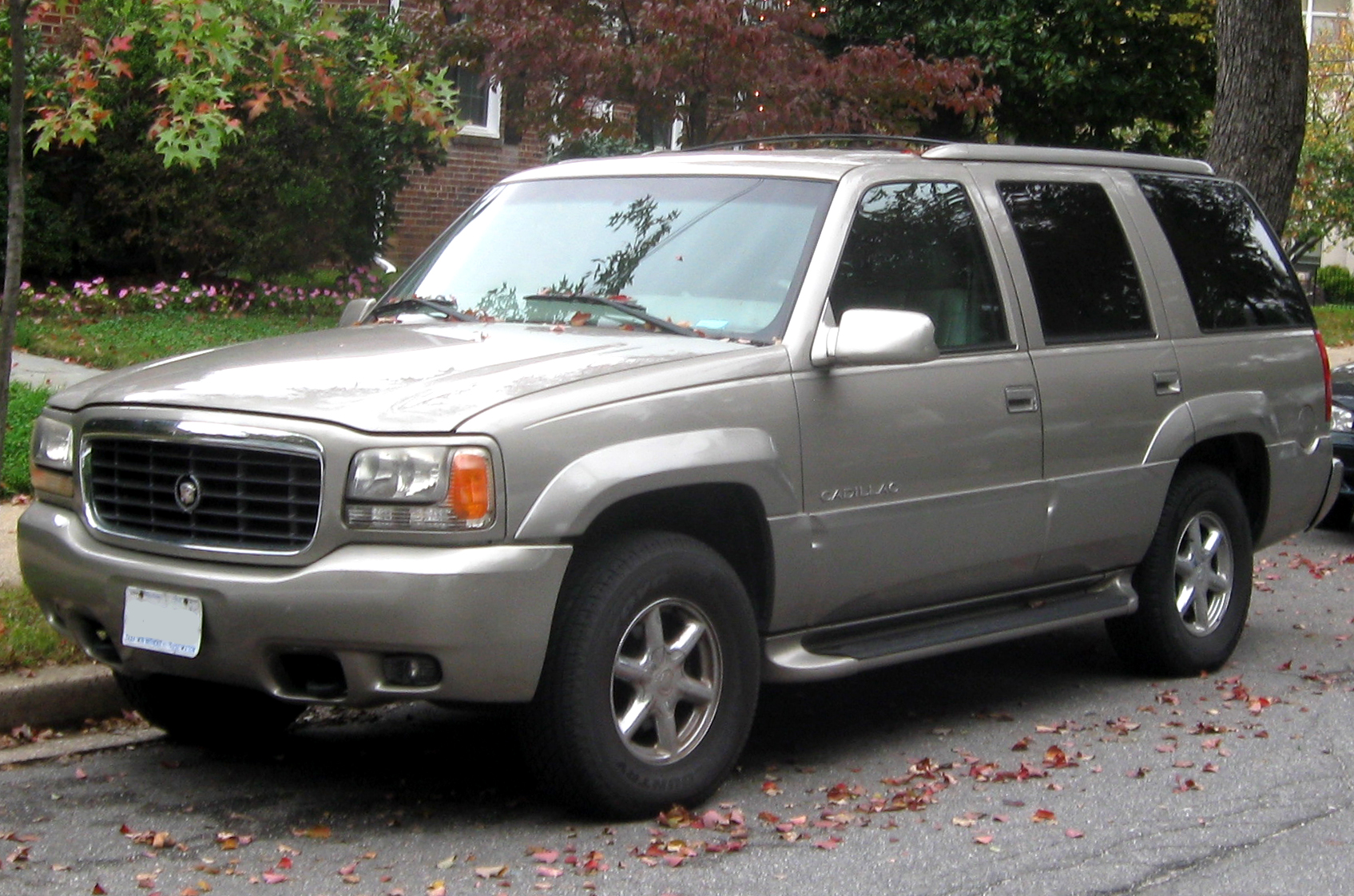
1999 Escalade (左側)

## 第二代 (2001–2006)
凱迪拉克於2000年8月在圓石灘車展展示出 2002年式二代Escalade，於2001年開始販售，由於馬力超過300匹，幾乎超越同級距任何一台車，包括豐田LandCuriser、凌志LX470、荒原路華、林肯Navigator等車，於是開始在市場中逐漸打出名號。

### 動力
2002年式Escalade共有三種版本，分別為短軸版、長軸版（ESV）以及貨卡版（EXT），標配5.3升V8引擎以及全輪驅動，產生285匹馬力和325磅.呎的扭矩。2005年，5.3升V8引擎停產，隨之取代的是6.0升V8 GM Vortec 引擎，馬力更上看至345匹馬力和380磅.呎的扭矩。

### 配備
2003年式標配StabiliTrak車身動態穩定系統、HID頭燈、後視鏡也於小改款增加了方向燈，2004年式更增加了 XM衛星收音機、第二排包覆性座椅、胎壓偵測器。同年更推出了白金版本，包括20吋鍍鉻輪圈、前後排座椅冷暖加熱、冷熱杯架、天窗、後排螢幕、黑檀木及葉顏色皮革飾板、售價71,025美元。

### 引擎
- 2002–2003 5.3L LM7 Vortec V8, 285匹馬力（213千瓦特）
- 2004–2006 5.3L LM7 Vortec V8, 295匹馬力（220千瓦特）
- 2002–2003 6.0L LQ4 Vortec V8, 345匹馬力（257千瓦特）
- 2004–2006 6.0L LQ9 HO Vortec V8, 345匹馬力（257千瓦特）

### 版本
- 2001–2006 Cadillac Escalade
- 2001–2006 Cadillac Escalade EXT
- 2003–2006 Cadillac Escalade ESV
- 2004–2006 Cadillac Escalade ESV 白金版

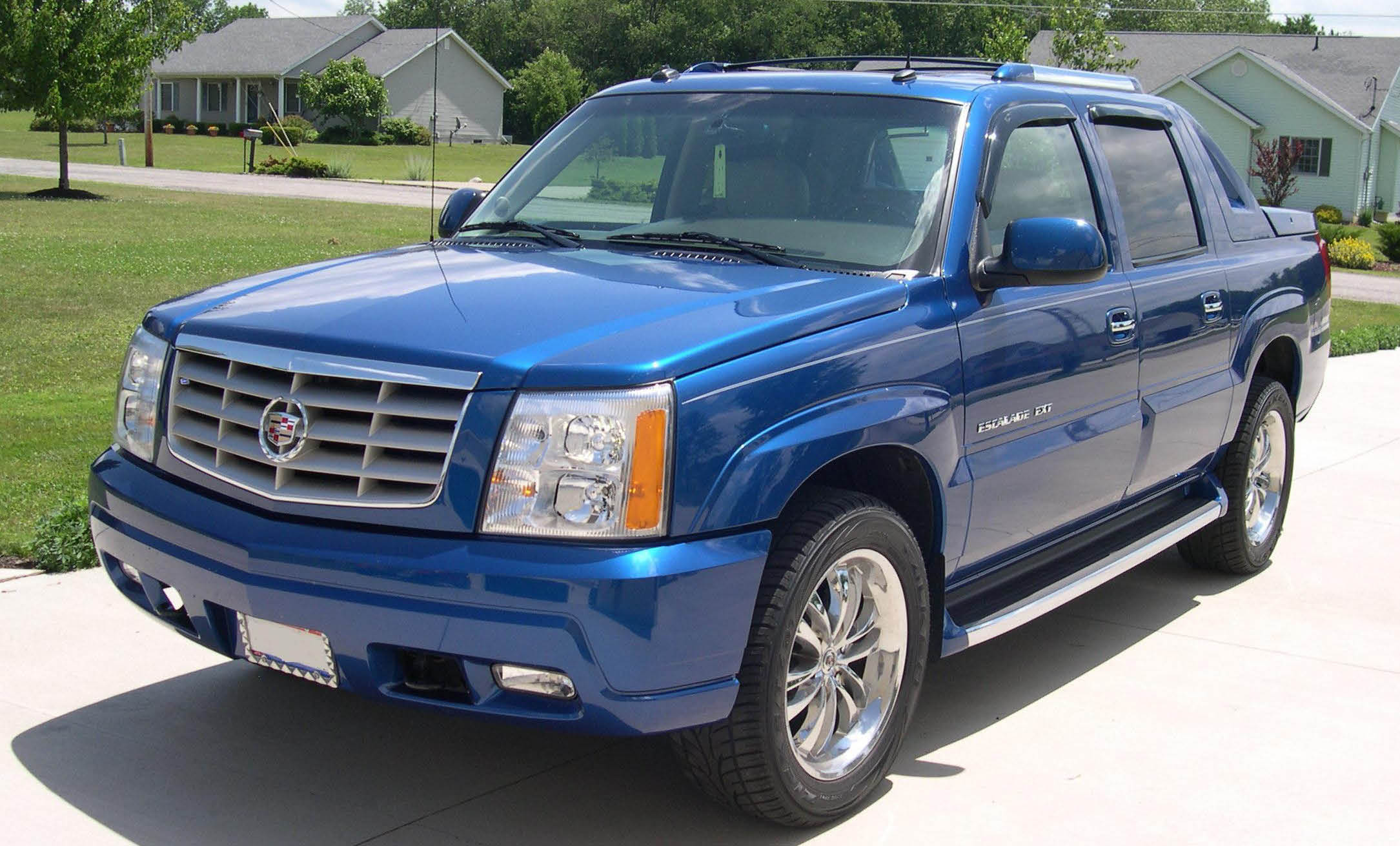
2003 EXT版本車頭
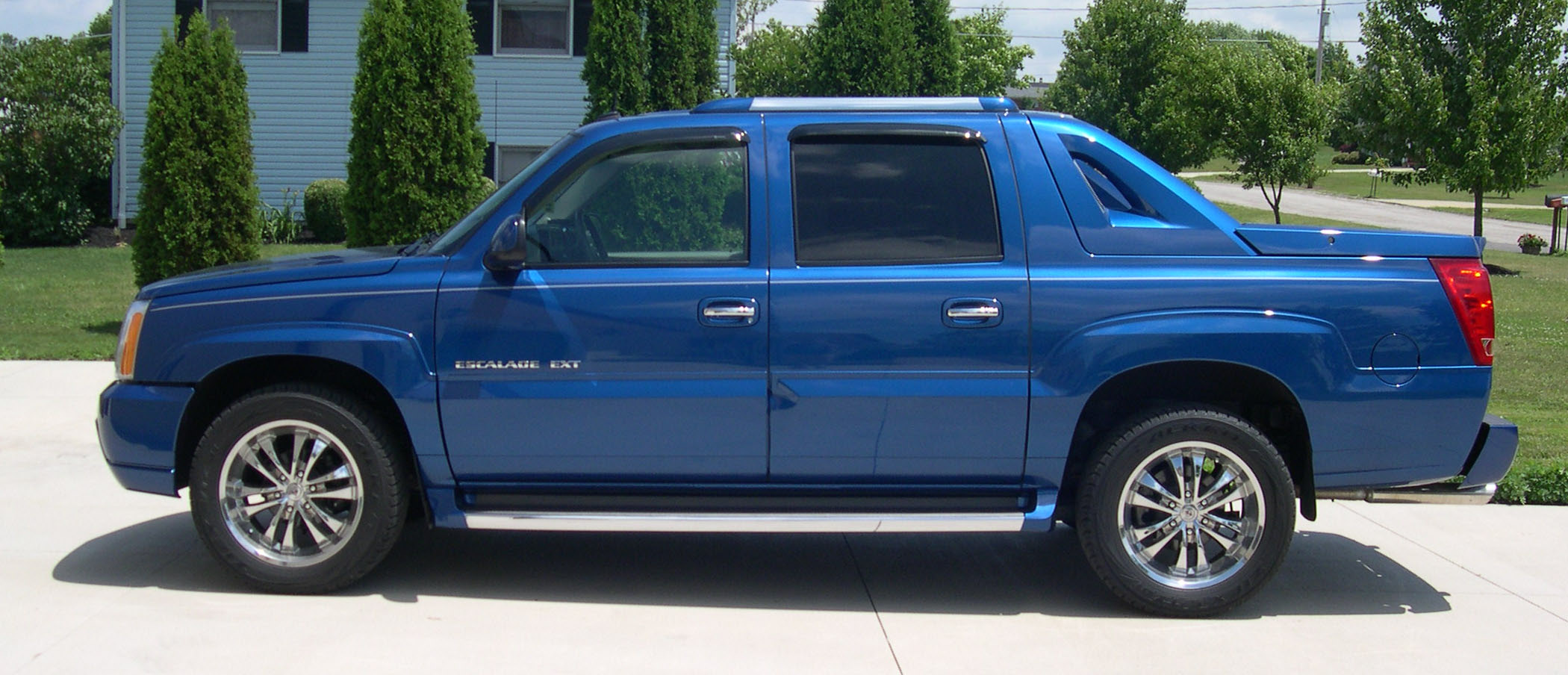
2003 EXT版本車側
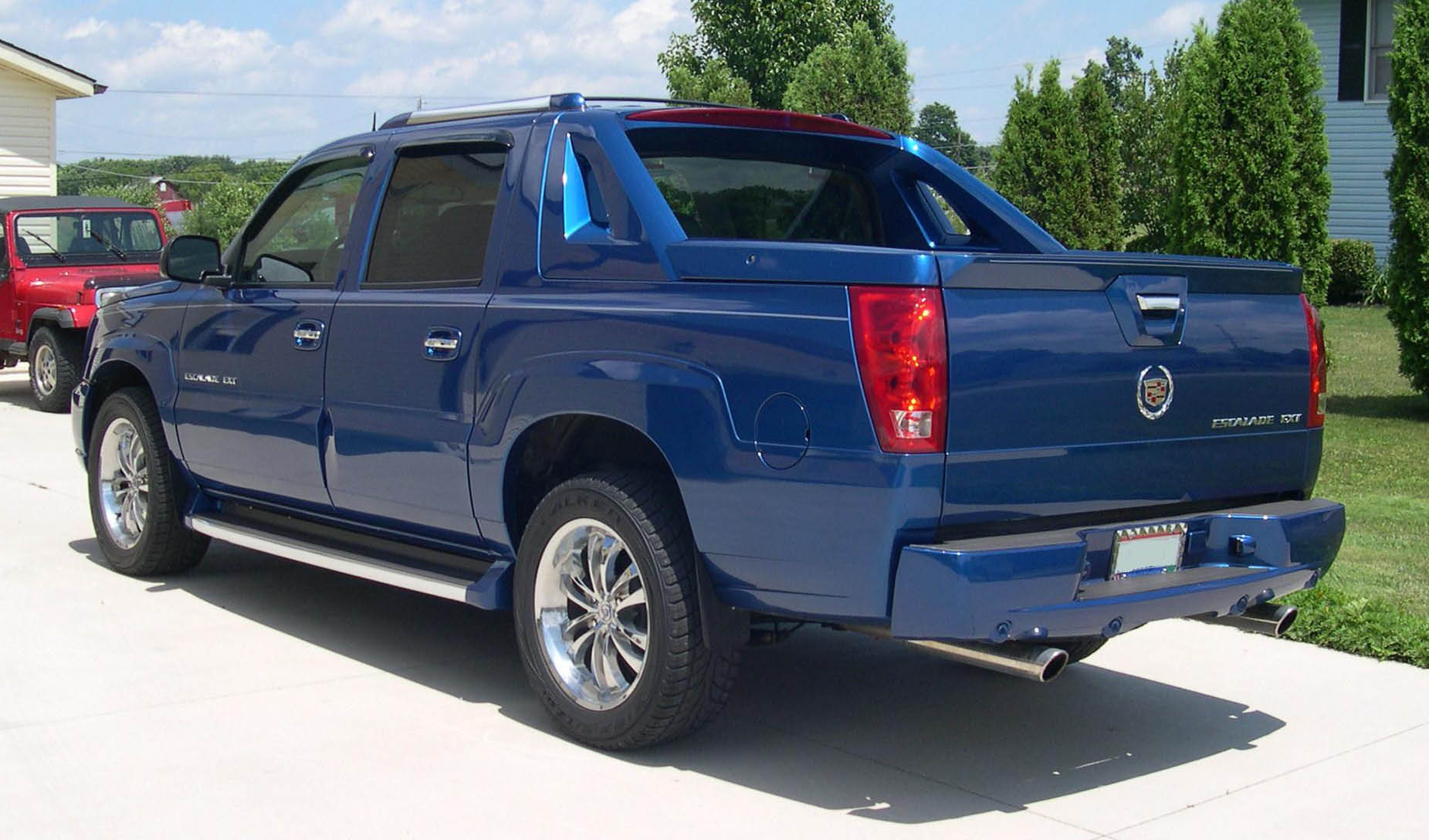
2003 EXT版本車尾
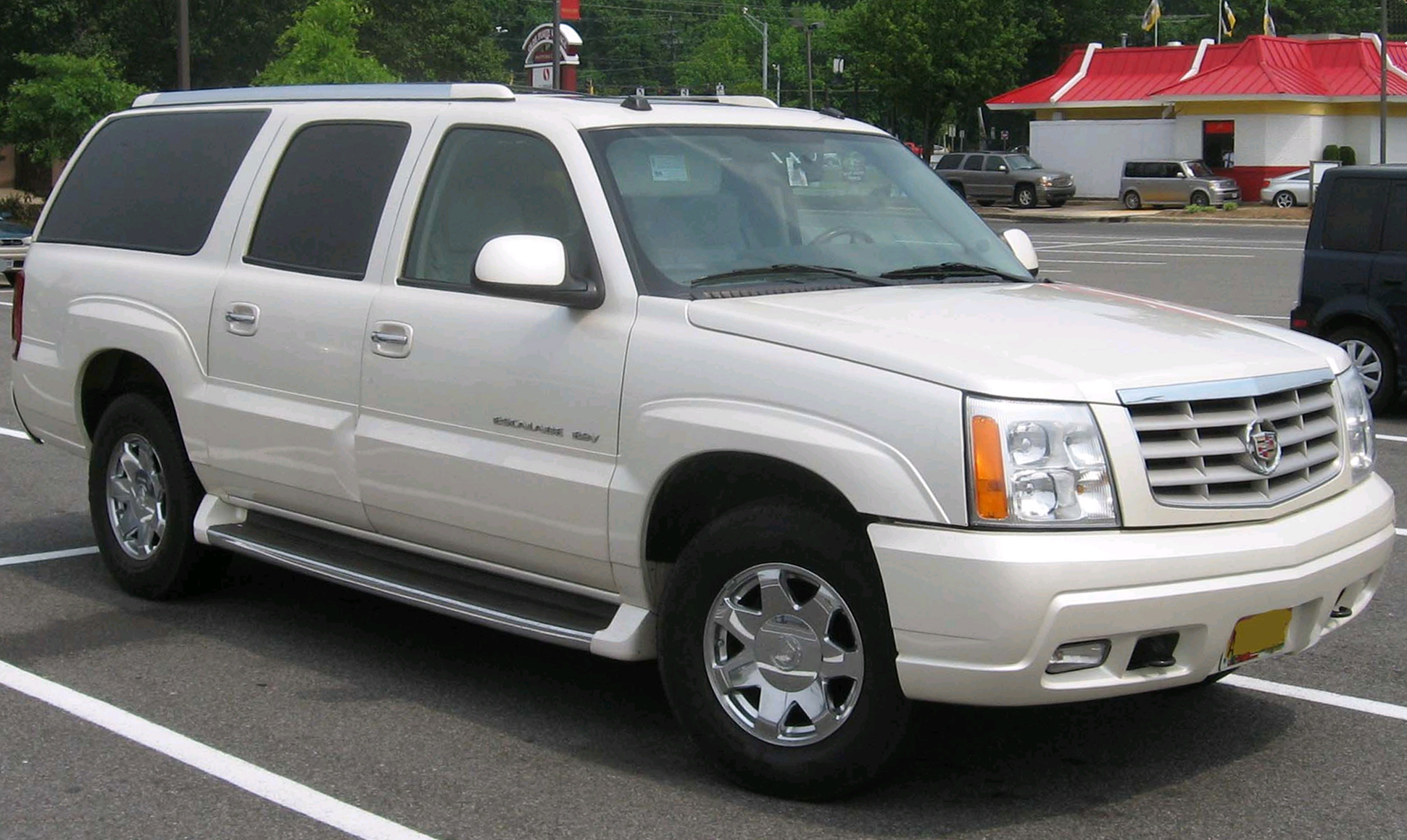
2003 ESV長軸版
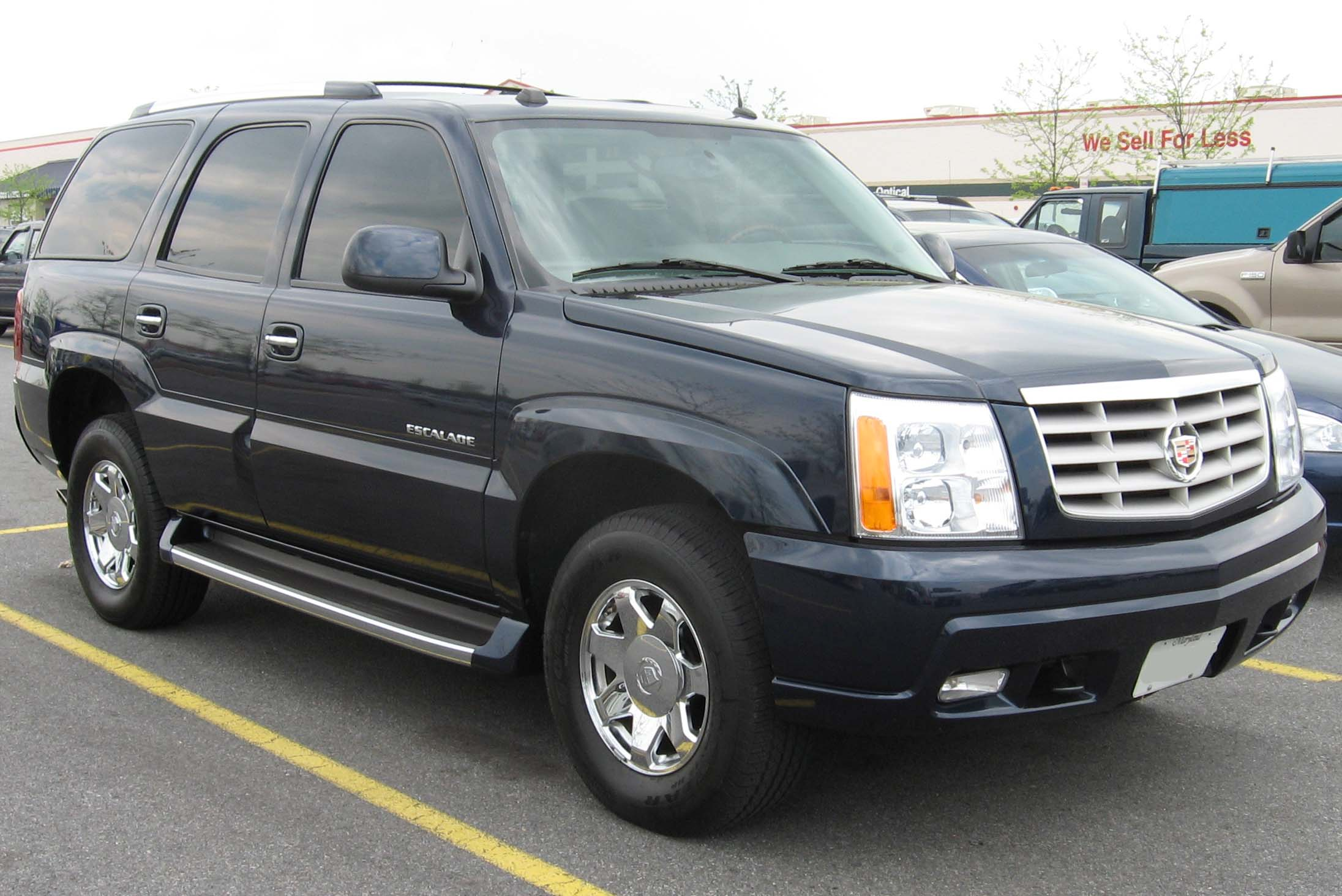
2003 短軸版
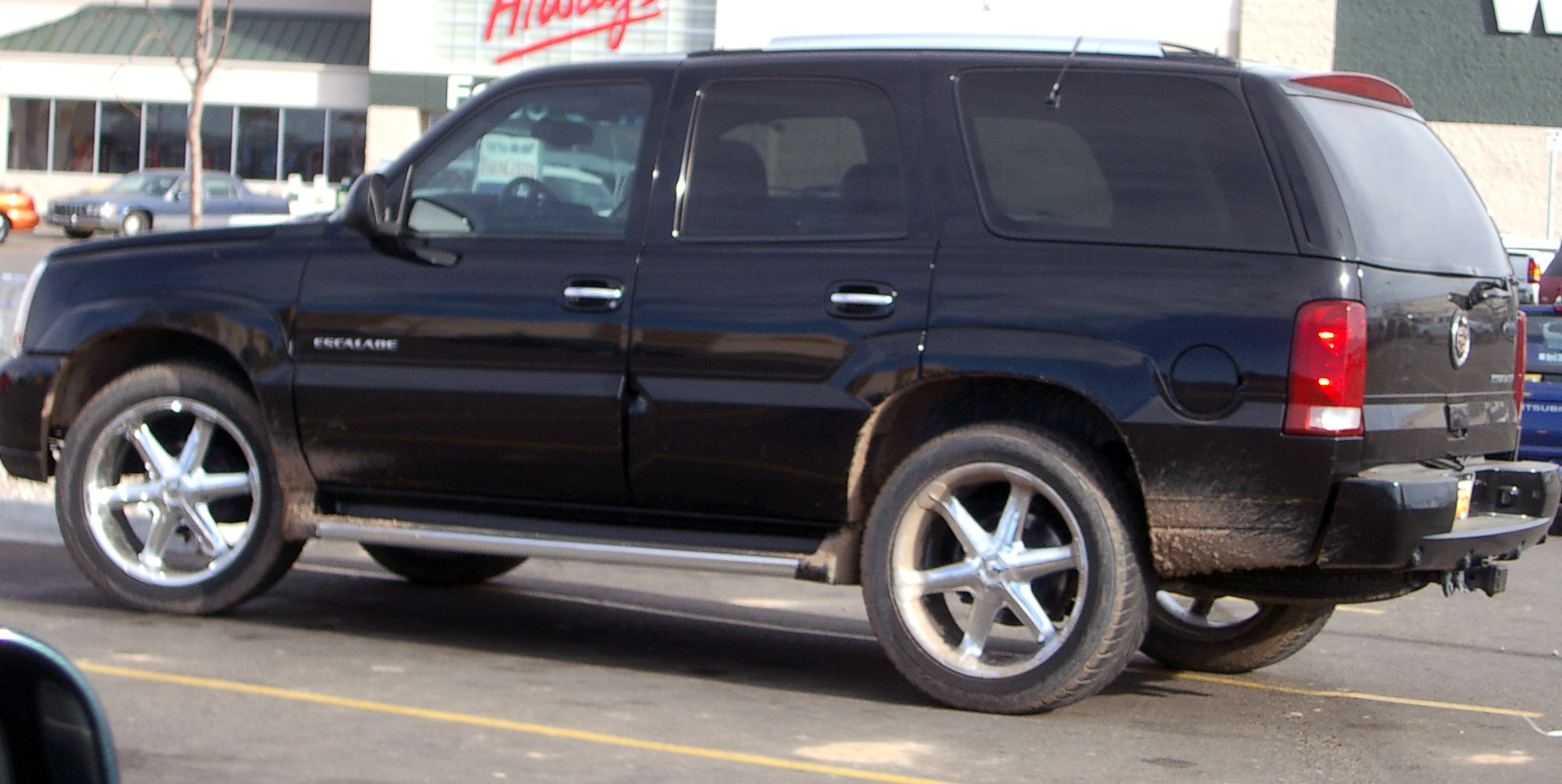
Escalade 車側
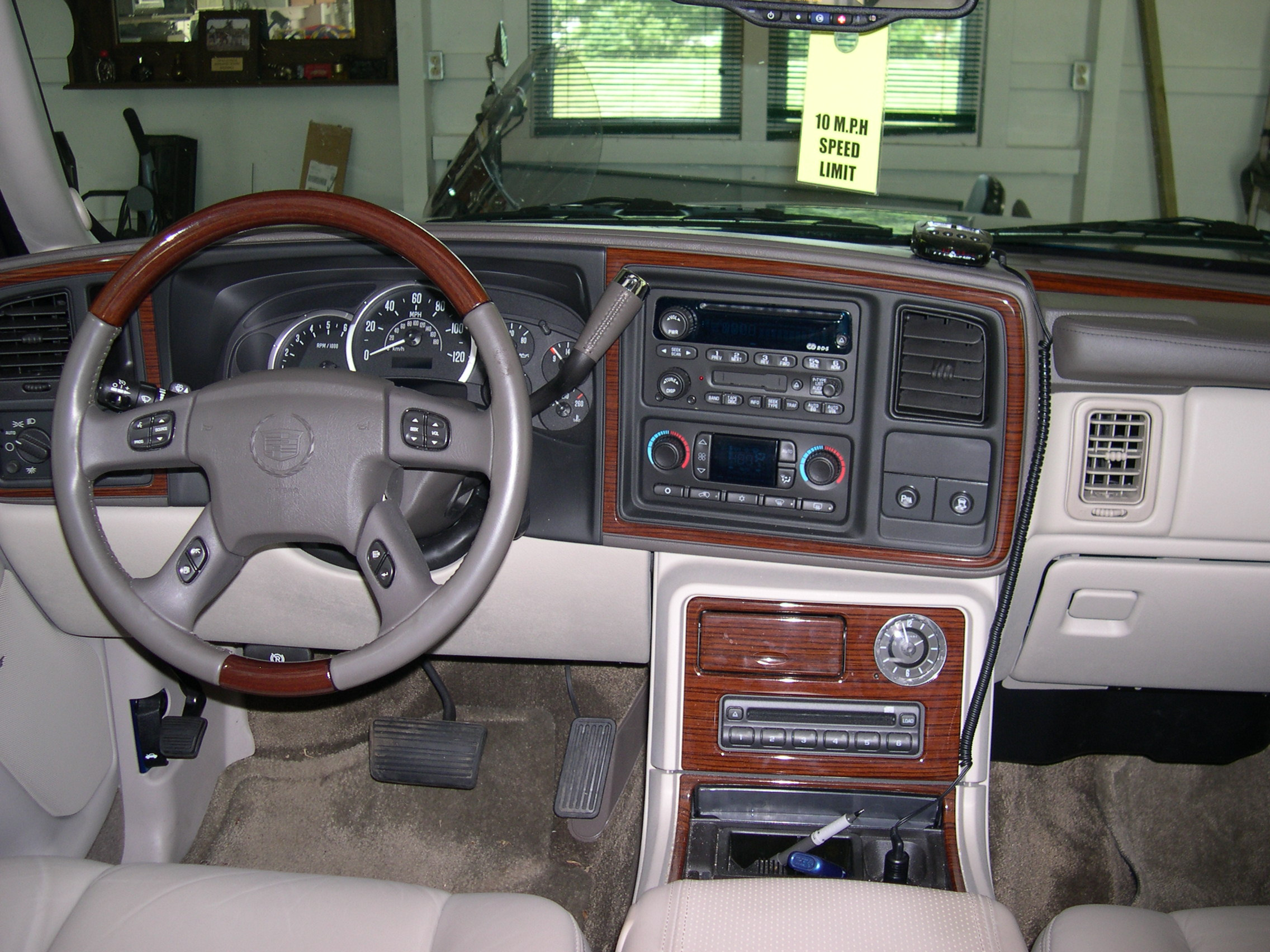
二代 Escalade 內裝
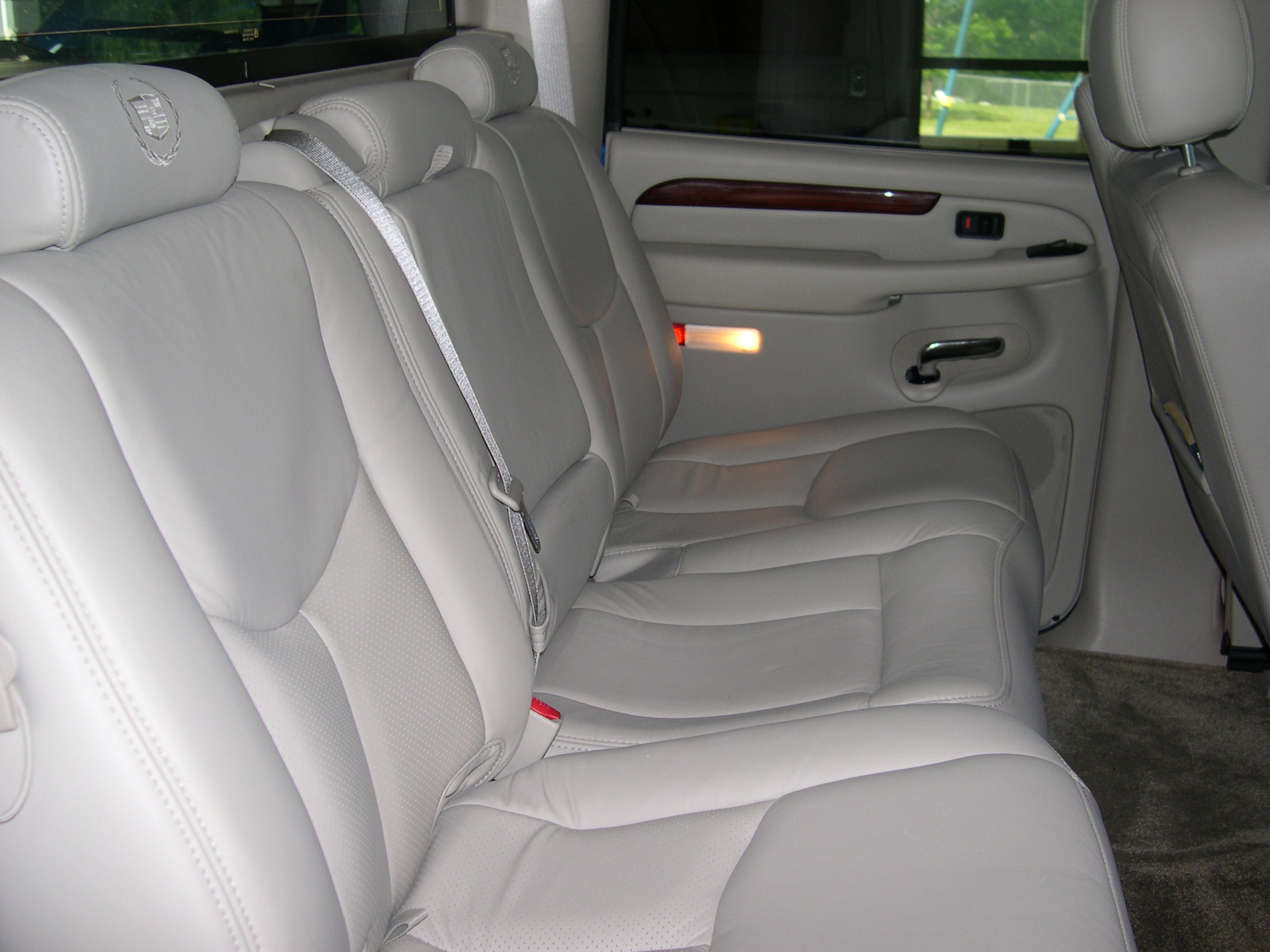
二代 Escalade 後座
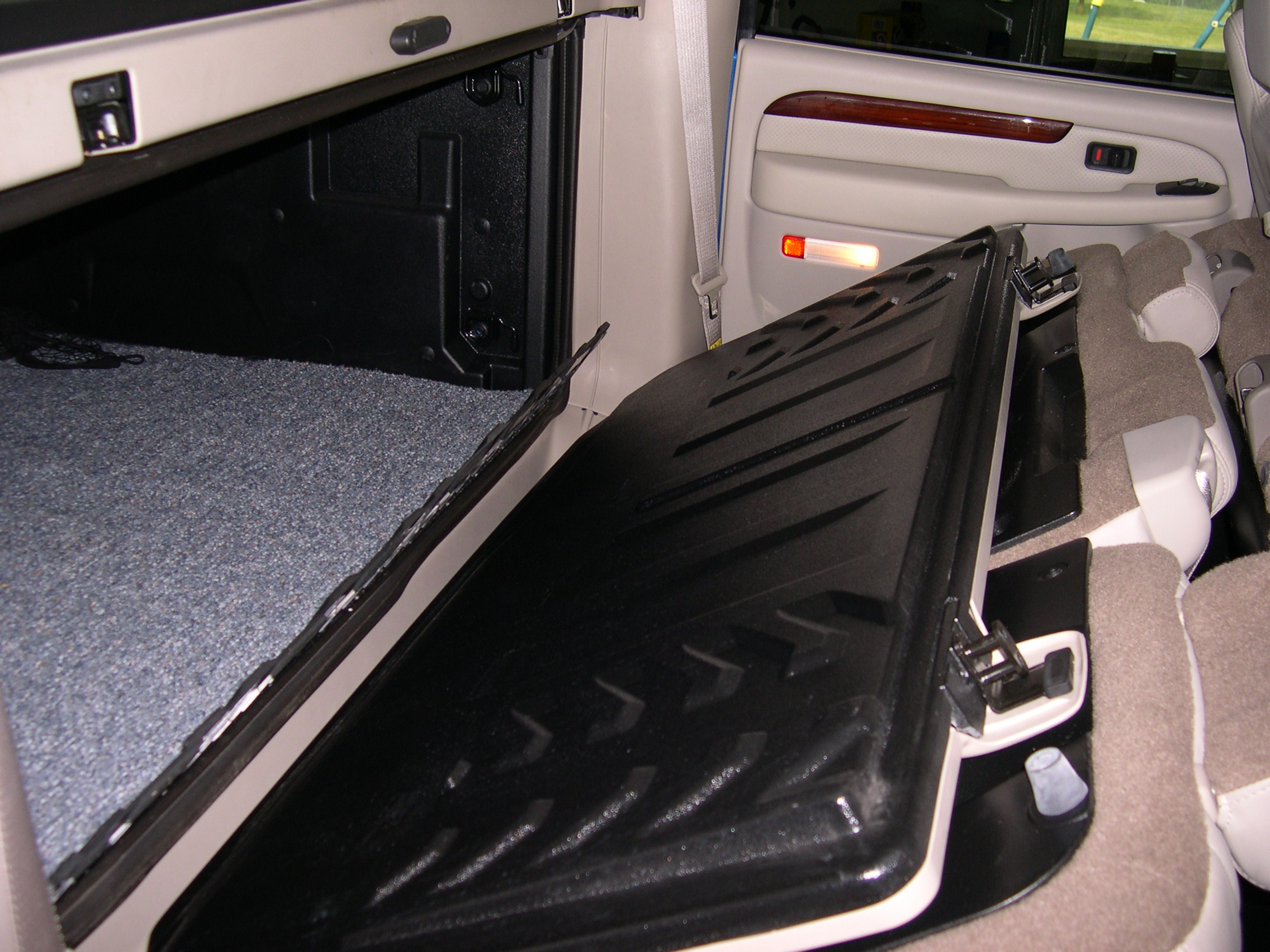
二代 Escalade EXT 後座可連通至貨斗

## 第三代 (2007–2014)
第三代Escalade於2007年發表，使用GMT900平臺，與Silverado、Sierra 、Avalanche、Tahoe 、Suburban 、Yukon、Yukon XL、Yukon Denali等車款共用，並且同樣提供長軸版與貨卡版本，售價為57,280美元起。Escalade更成為超級杯Super Bowl XL的官方車輛，最後由該屆MVP赫因斯·沃德（Hines Ward）獲獎。第三代更銷售至全球，並且滲入於影视、音乐、遊戲等文化中，成為眾所皆知的凱迪拉克車款，也是Escalade系列中銷售最亮眼的一代。

### 動力
Escalade 使用全鋁製 6.2升Vortec V8引擎。可產生403匹馬力（301千瓦）與417磅⋅呎（565牛頓米）的扭矩。並搭載新型6速自排6L80，車身的阻力係數為0.363。2010年式Escalade的基本價格為62,500美元（後驅版）及65,200美元（四驅版）。

### 配備
三代Escalade標配包括 : 三區恆溫空調、Nuance皮椅、按鍵式皮革木質方向盤、定速巡航、一二排座椅加熱、14向電動座椅調節、記憶座椅、遠端發動、高級音響系統、6片CD式卡槽、電動尾門。白金版更增加了DVD娛樂系統、導航、冷熱杯架、後視攝像頭、通風座椅、Tehama前排和第二排皮革內裝以及電動可伸縮的迎賓踏板。

### 油電混合
油電混合的版本在2008年南佛羅里達國際車展中首次亮相，起售價為74,085美元，該年八月Hybrid車型佔總車型銷量的20%。百公里加速需要8.2秒。它由兩個60千瓦的電動馬達連接在一起，並由後座下的鎳金屬氫化電池組供電。Hybrid車型於2013年停產。

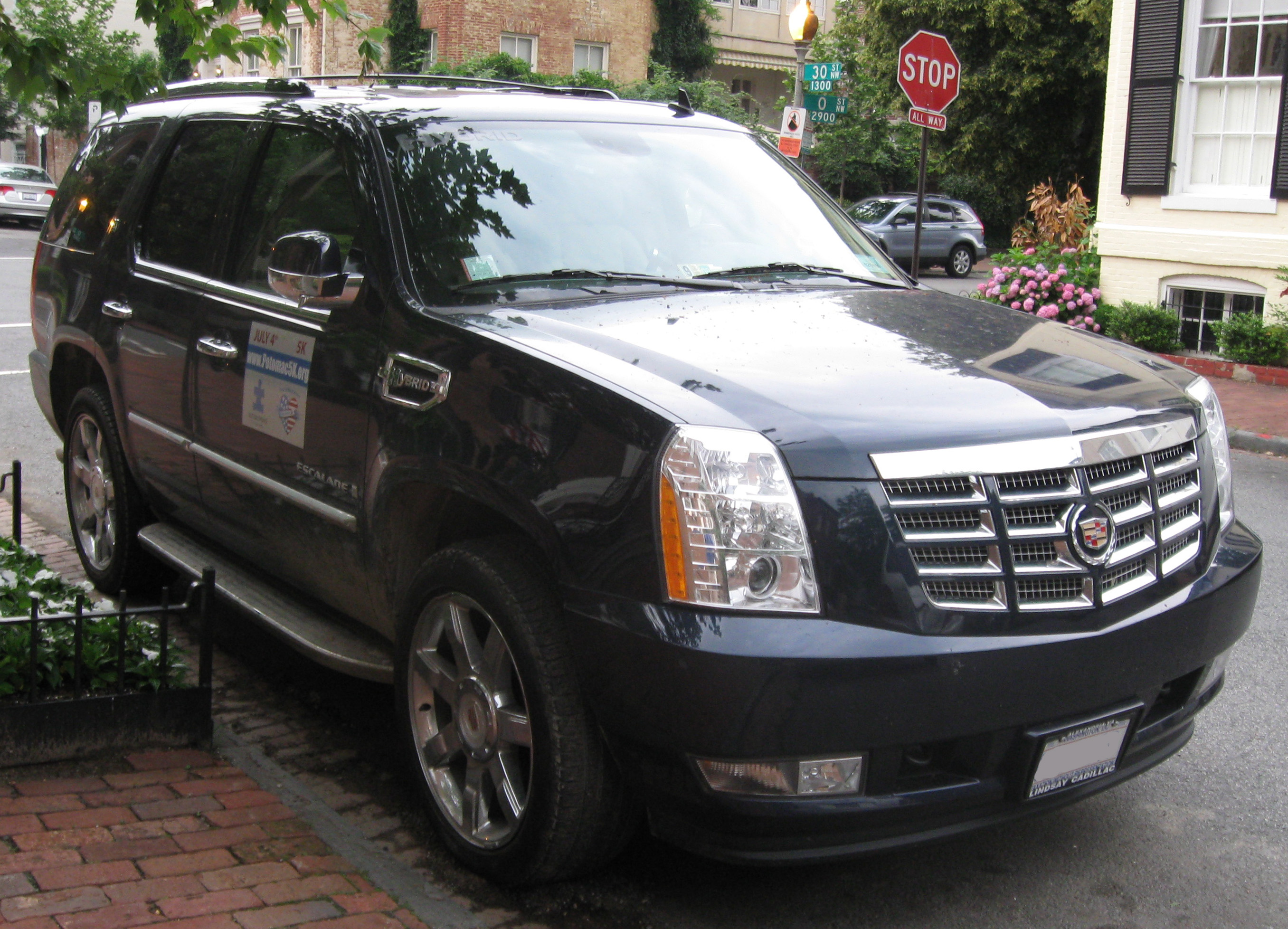
2009 Cadillac Escalade Hybrid.

### 安全
根據IIHS統計，凱雷德比同級距車型15%的死亡率高達兩倍來到了33%。
| 整體:       | 4/5颗星 |
| 駕駛座:     | 5/5颗星 |
| 副駕駛座:   | 4/5颗星 |
| 第二排左側: | 5/5颗星 |
| 第二排右側: | 5/5颗星 |
| 側面撞擊:   | 5/5颗星 |
| 後驅翻車:   | / 24.6% |
| 四驅翻車:   | / 22.8% |

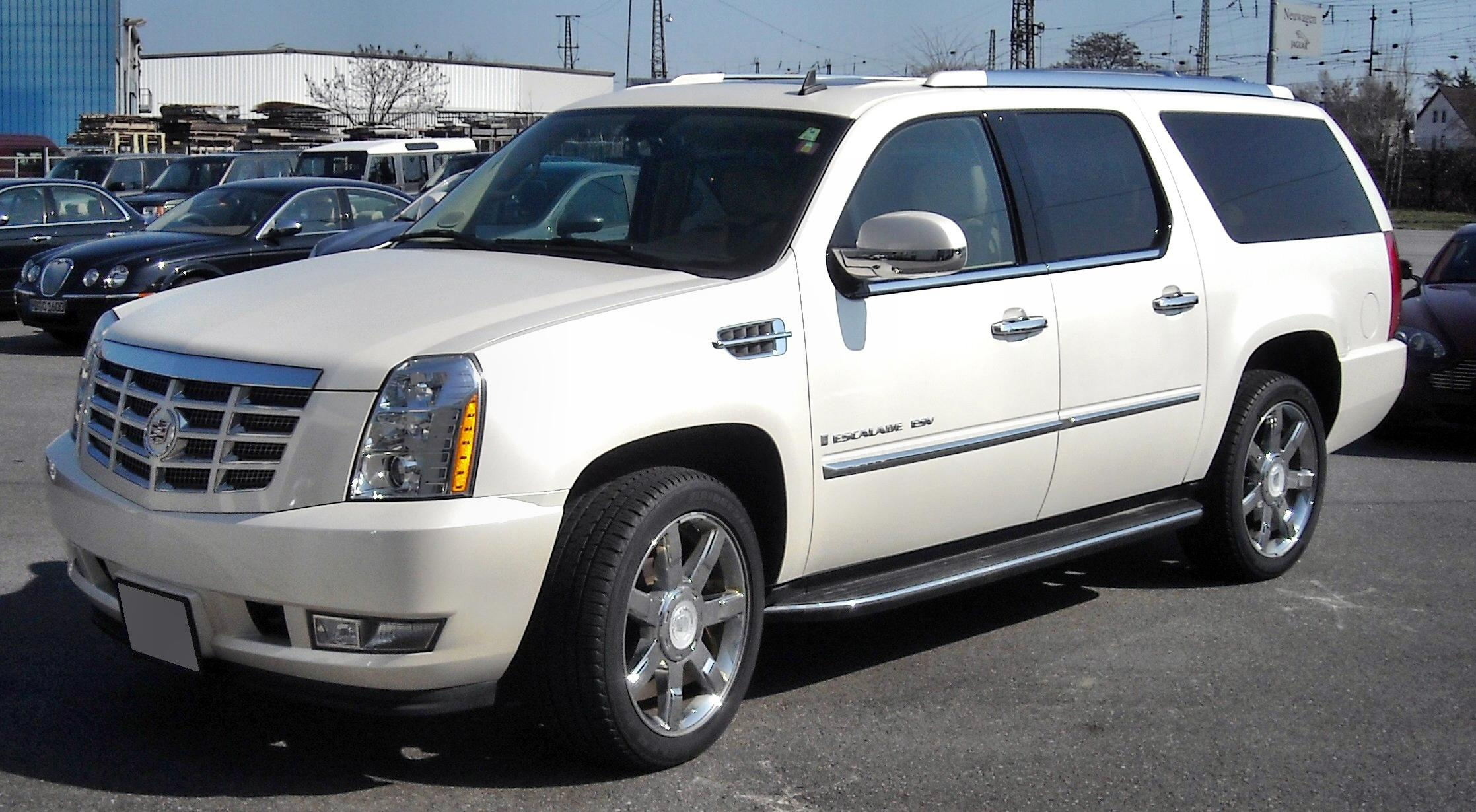
三代 Escalade ESV長軸版車頭
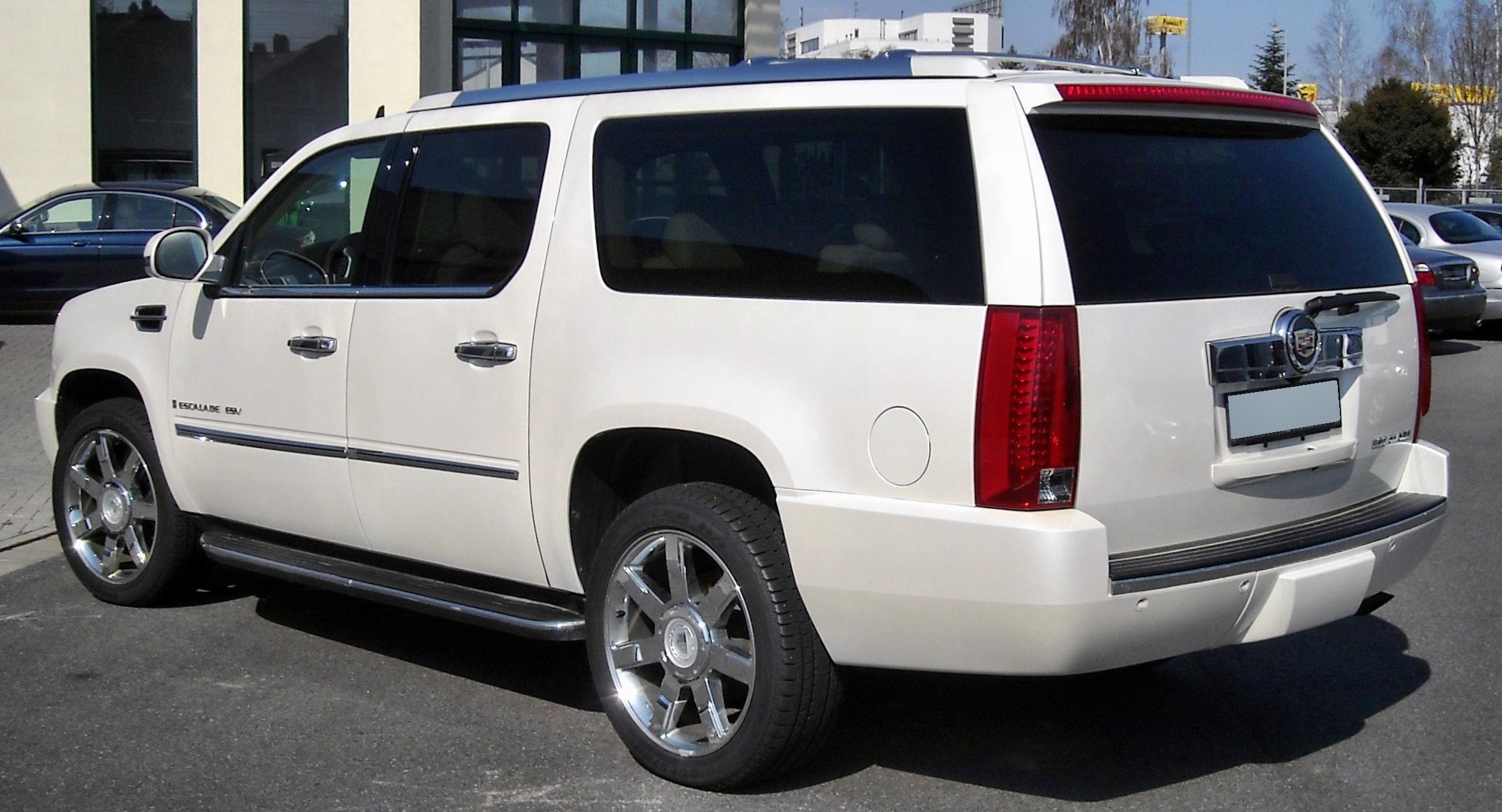
三代 Escalade ESV長軸版車尾
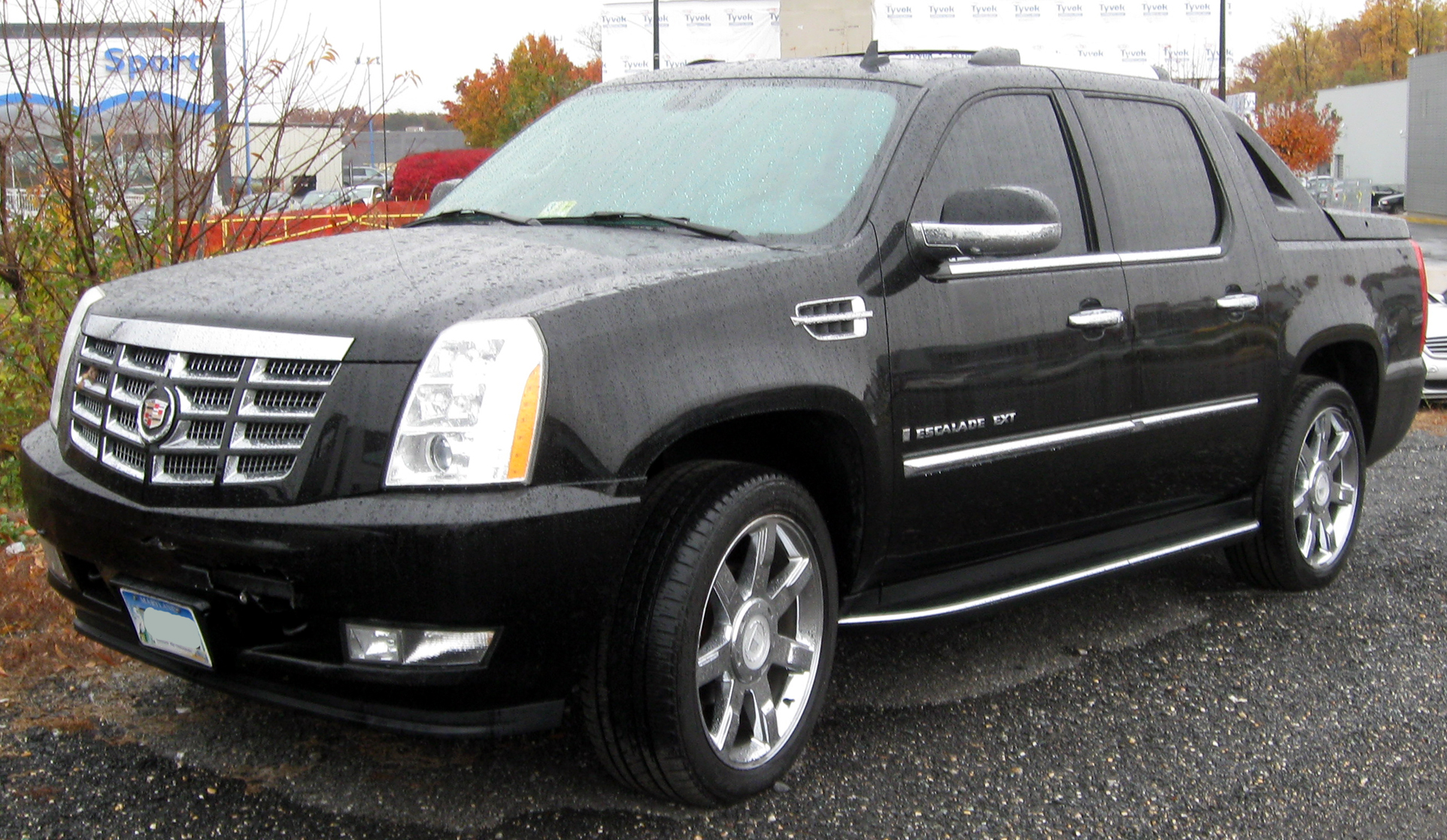
三代 Escalade EXT版本
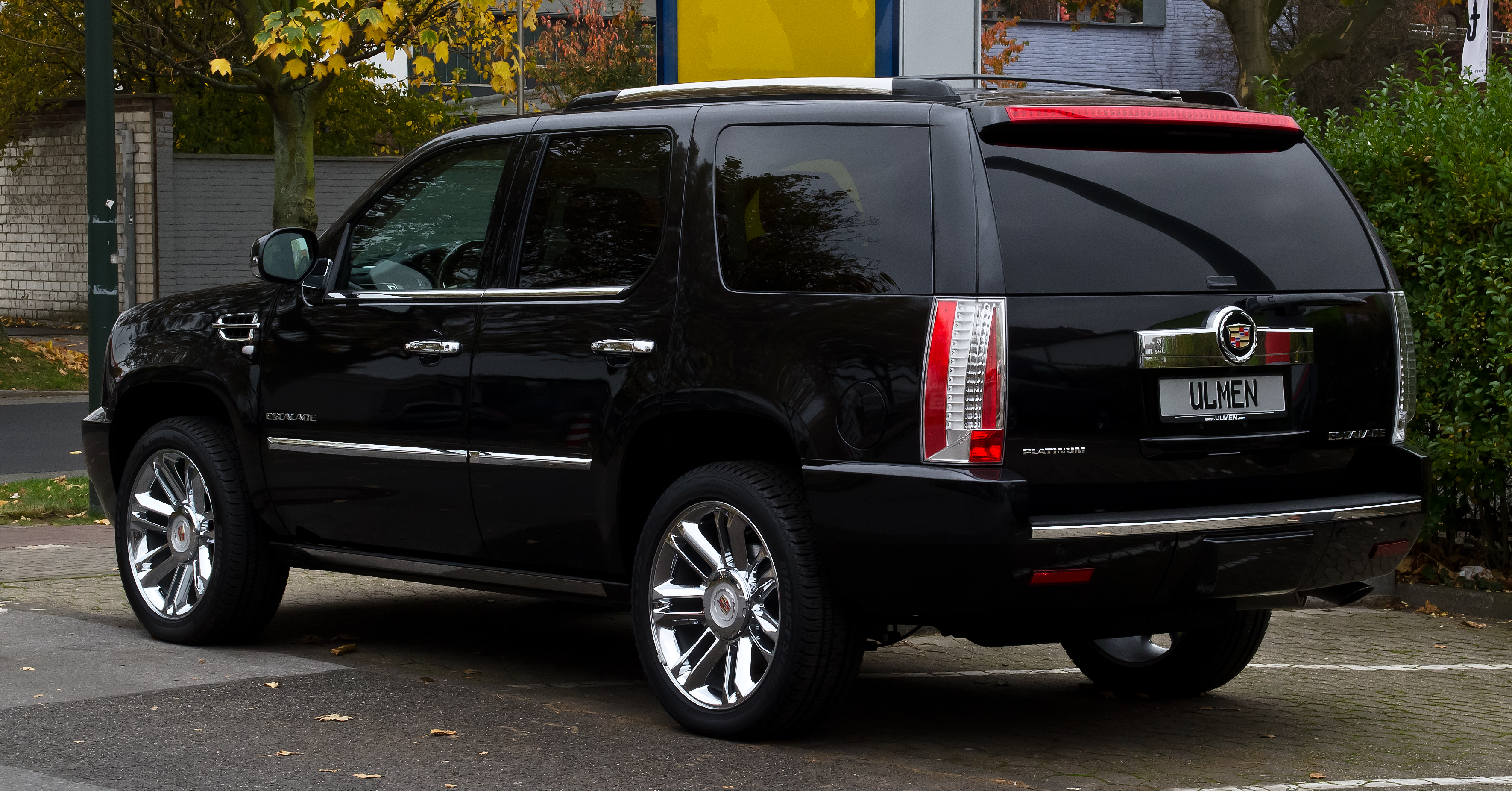
三代 Escalade 車尾
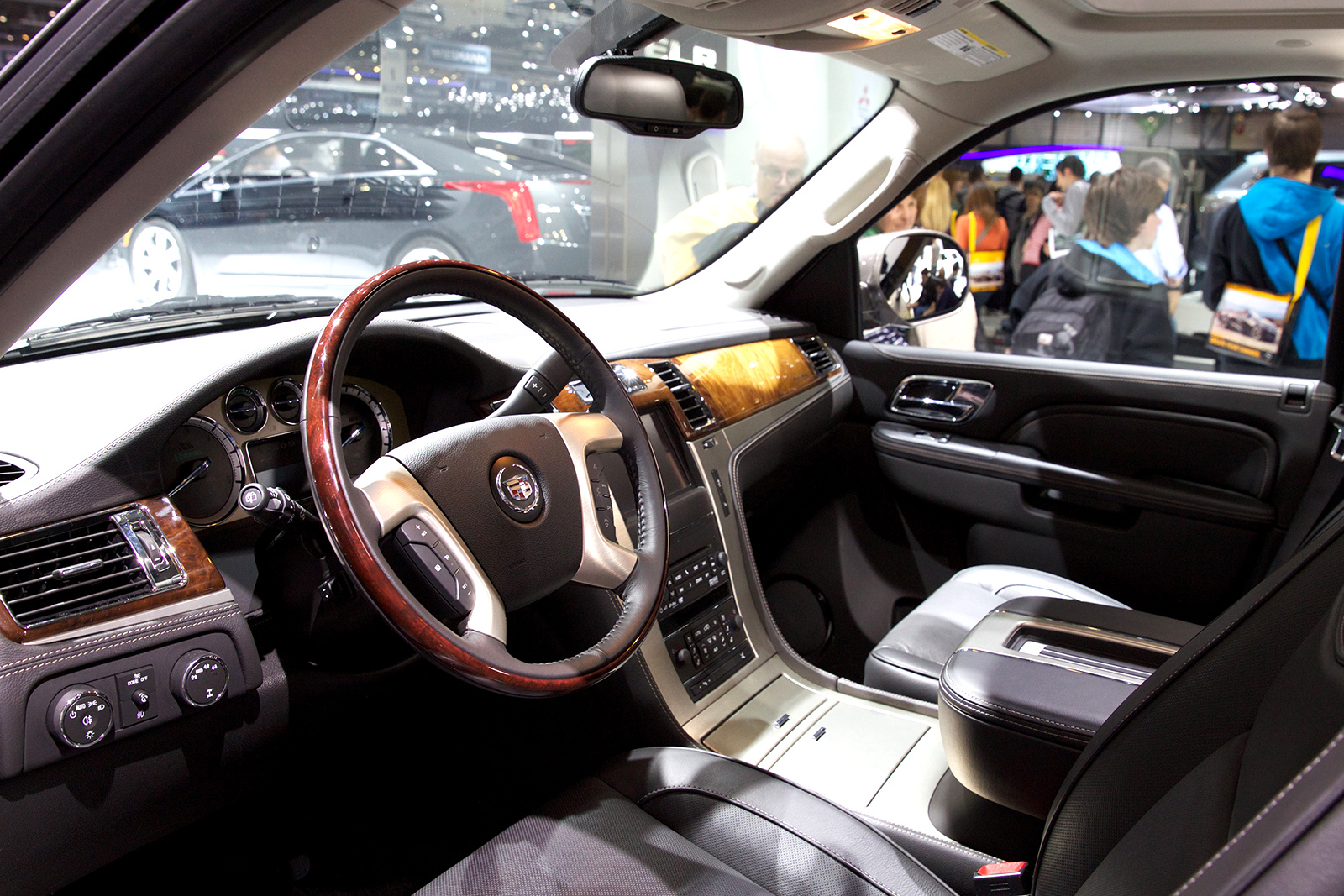
三代 Escalade 內裝
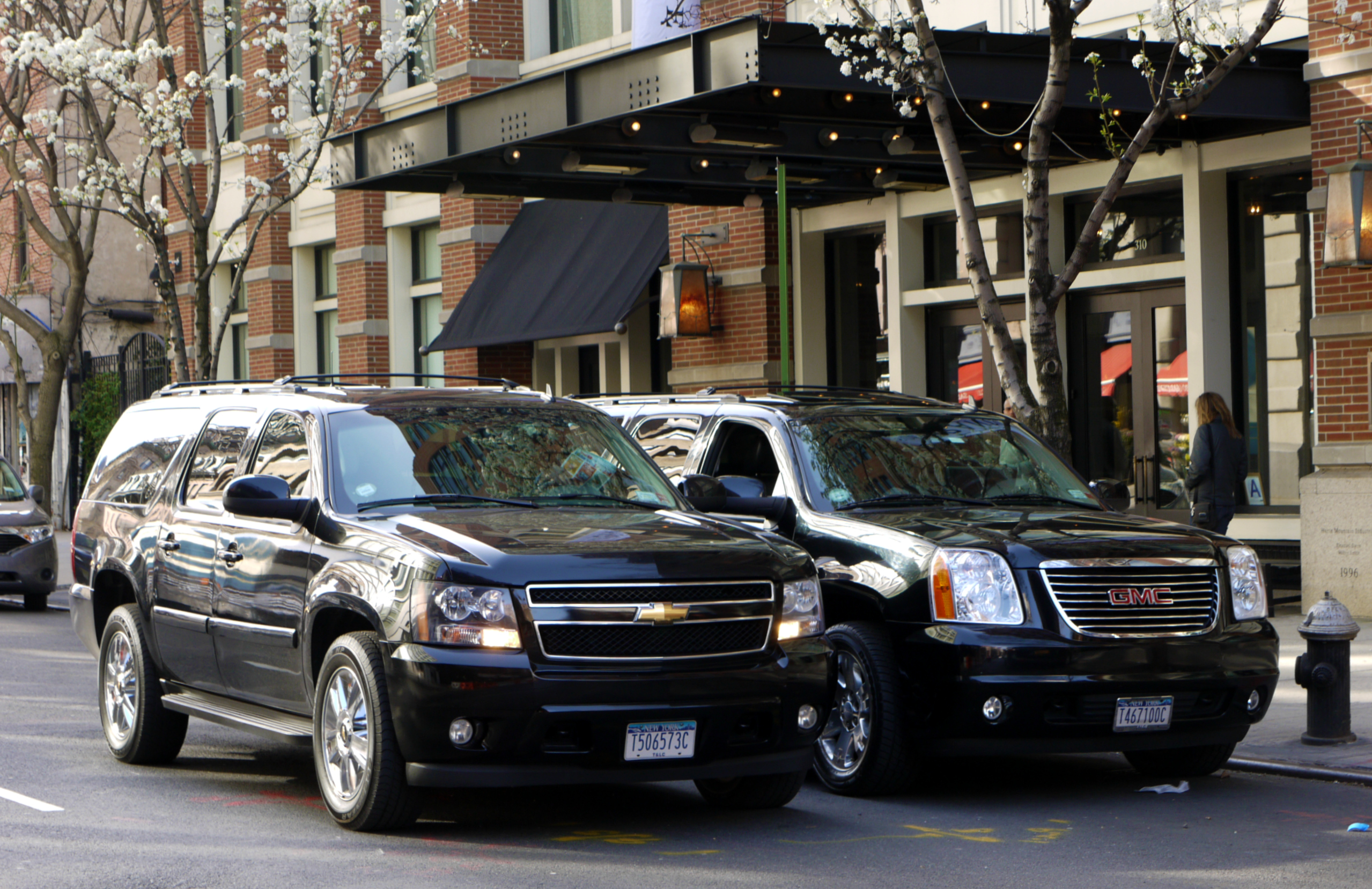
其他與Escalade相同底盤的車種

## 第四代 (2015–2020)
2013年10月7日，凱迪拉克在紐約市舉行的活動中推出了第四代Escalade和Escalade ESV。並於2013年8月14日開始宣傳。
Escalade於2014年1月在德克薩斯州阿靈頓的裝配廠開始生產，並於2014年4月作為2015款車型開始銷售（標準型的售價約71,000美元，則ESV是74,000美元），版本為：基本(Base)，豪華版(Luxury)和高級版(Premium)。 並採用了凱迪拉克新型星瀑型車燈造型。

### 細節與配備
根據2010年2月13日Autoblog.com的報導，由於SUV銷量的增加，GM對於通用大型SUV系列（包括Escalade）皆重新設計，且正在研發替代產品， 可能會讓Escalade發生變化.但直到2013年7月，一系列的諜照流露後，表示GM能將繼續推出Escalade。然而，GM正在考慮將Escalade擴展到CUV市場，這也是為何凱雷德與[雪佛蘭|Chevrolet]] Traverse和GMC Acadia共享同一平台的原因，但這都僅在規劃中階段。根據副總裁Bob Ferguson的說法，凱迪拉克的首款3排式Escalade CUV將於2016年推出。 儘管通用決定在2017年關閉霍頓汽車，但凱雷德仍繼續出口到澳大利亞，作為凱迪拉克於全球擴張的一部分。
置物空間從標準版的 109.8 英吋 (2,789 mm)減少到 94.2 英吋 (2,393 mm) ，ESV版則是從 137.5 英吋(3,492 mm) 降到 120.5 英吋(3,061 mm)，但增加1.7英寸的高度和45.3英寸的腿部空間，同時將第三排腿部空間從25.6英寸減少到24.8英寸。通用的6.2升EcoTec3 V8發動機，高達420匹馬力和460磅 - 英尺的扭矩，配合六速自動變速箱（2015年車型之後為8速自動變速箱），並配置新型輪框，前懸架和五連桿後部設置，更寬的履帶，可變式輔助電動轉向系統和凱迪拉克主動式電磁阻尼懸吊系統系統，具有巡航與運動模式。內部則採用手工設計，裁剪和包縫材料，並配有木質裝飾選項。儀表板與凱迪拉克 CUE系統的安全部分皆有提升。
2013年12月23日，凱迪拉克為凱雷德推出了七款顏色：麻石灰(Dark Granite Metallic)、輻射銀(Radiant Silver Metallic)，烏鴉黑(Black Raven)，珍珠白(White Diamond Tricoat)，沙灘銀(Silver Coast Metallic)，水晶紅(Crystal Red Tintcoat)和尊爵紫(Majestic Plum Metallic)，內裝則是有三種顏色：旋風黑(Jet Black)配黑，科納棕(Kona Brown)配黑，頁岩灰(Shale)配可可色。
2014年8月11日，凱雷德將從六速變為八速，環景影像與4G LTE 皆作為新款車型中更新的一部分，同時進氣壩上的凱迪拉克商標也重新更換為新一代盾牌型設計。

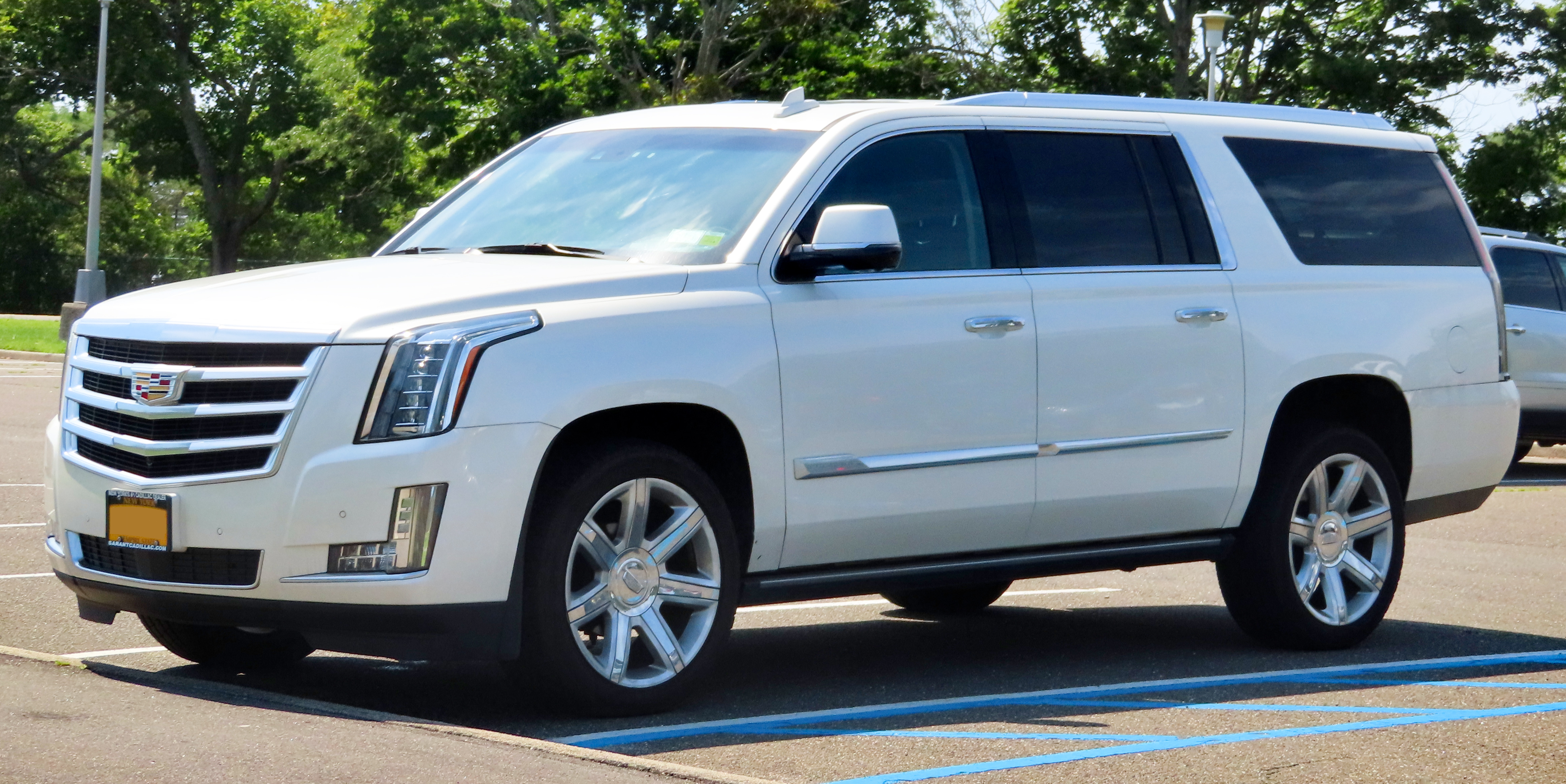
2015 Escalade ESV長軸版車頭
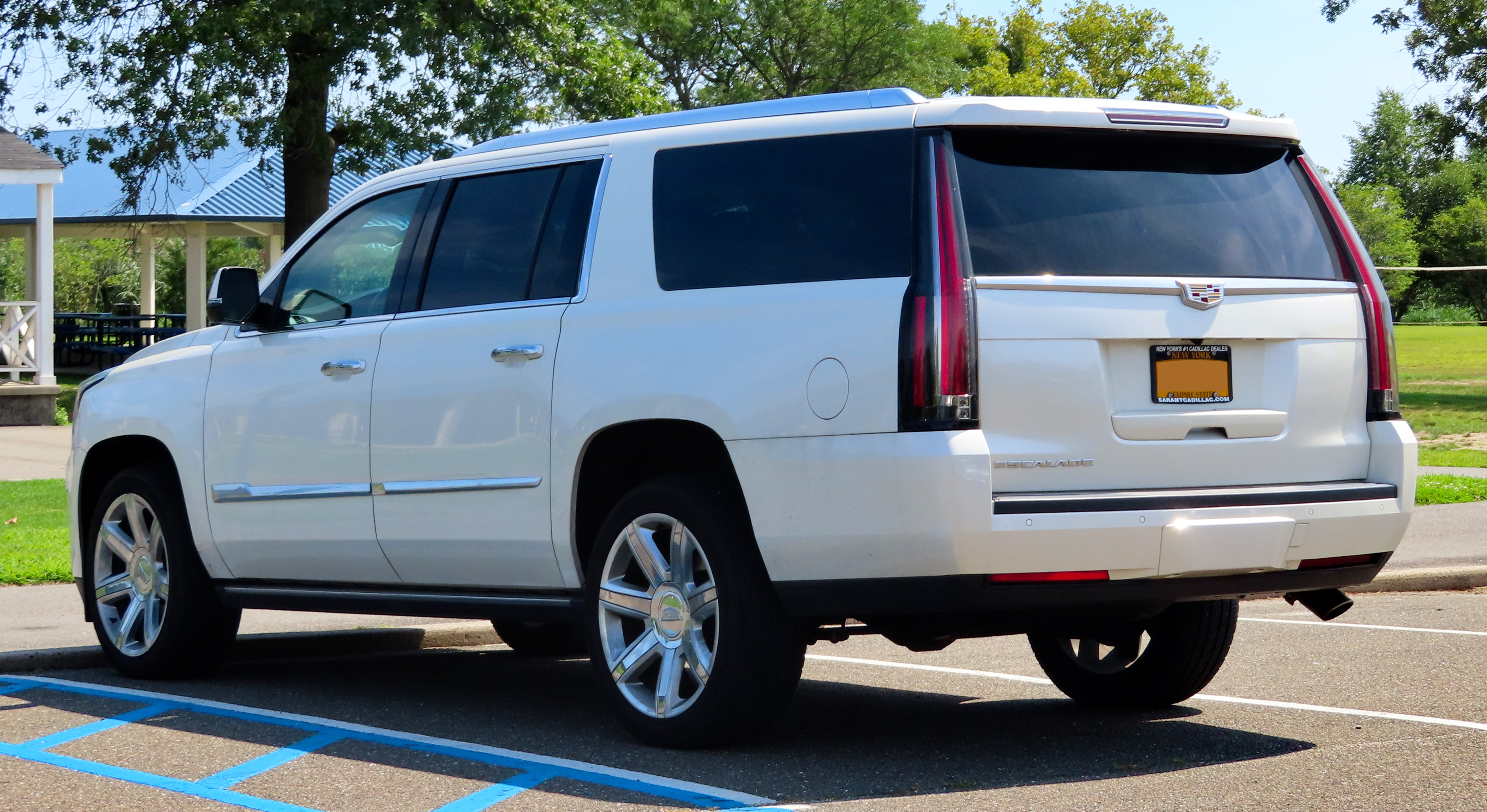
2015 Escalade ESV長軸版車尾
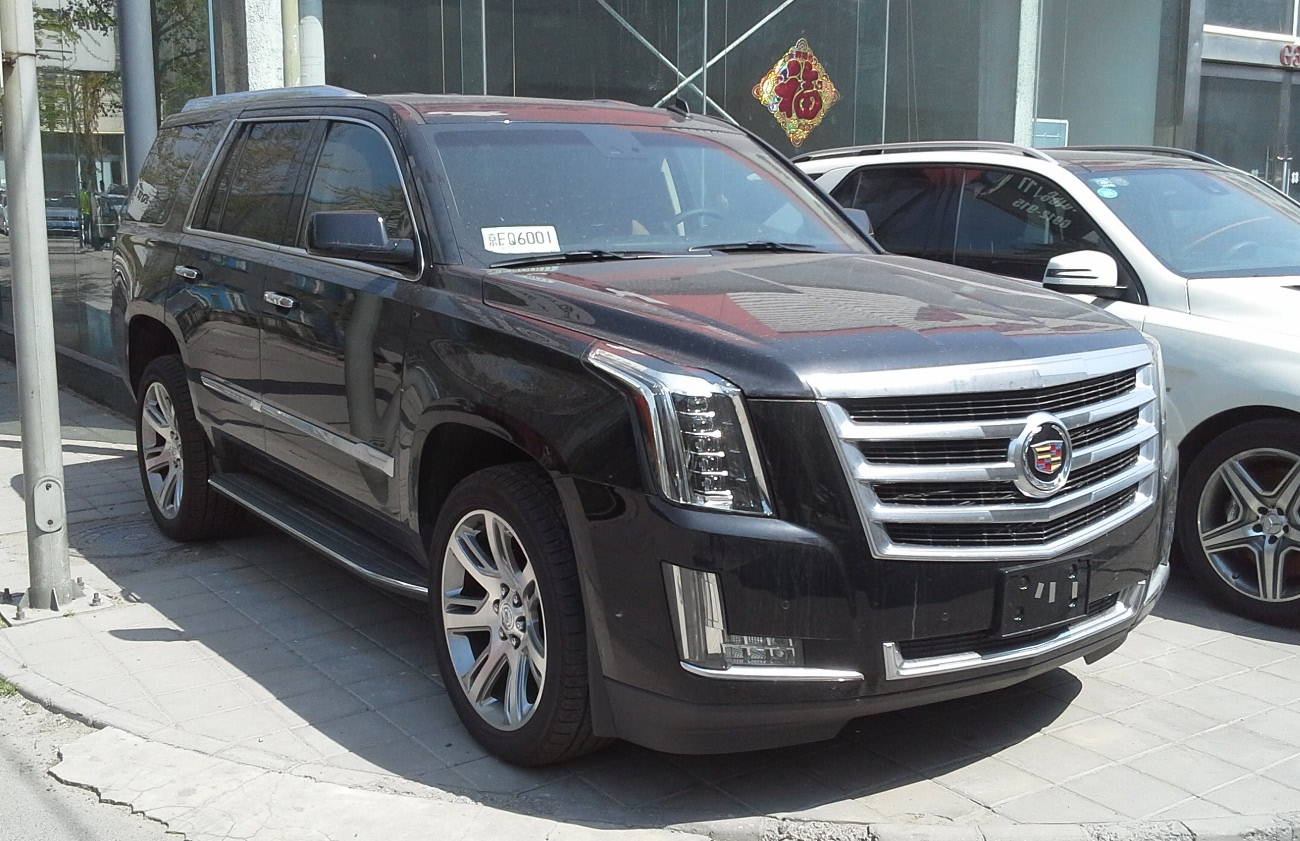
2015 Escalade 車頭
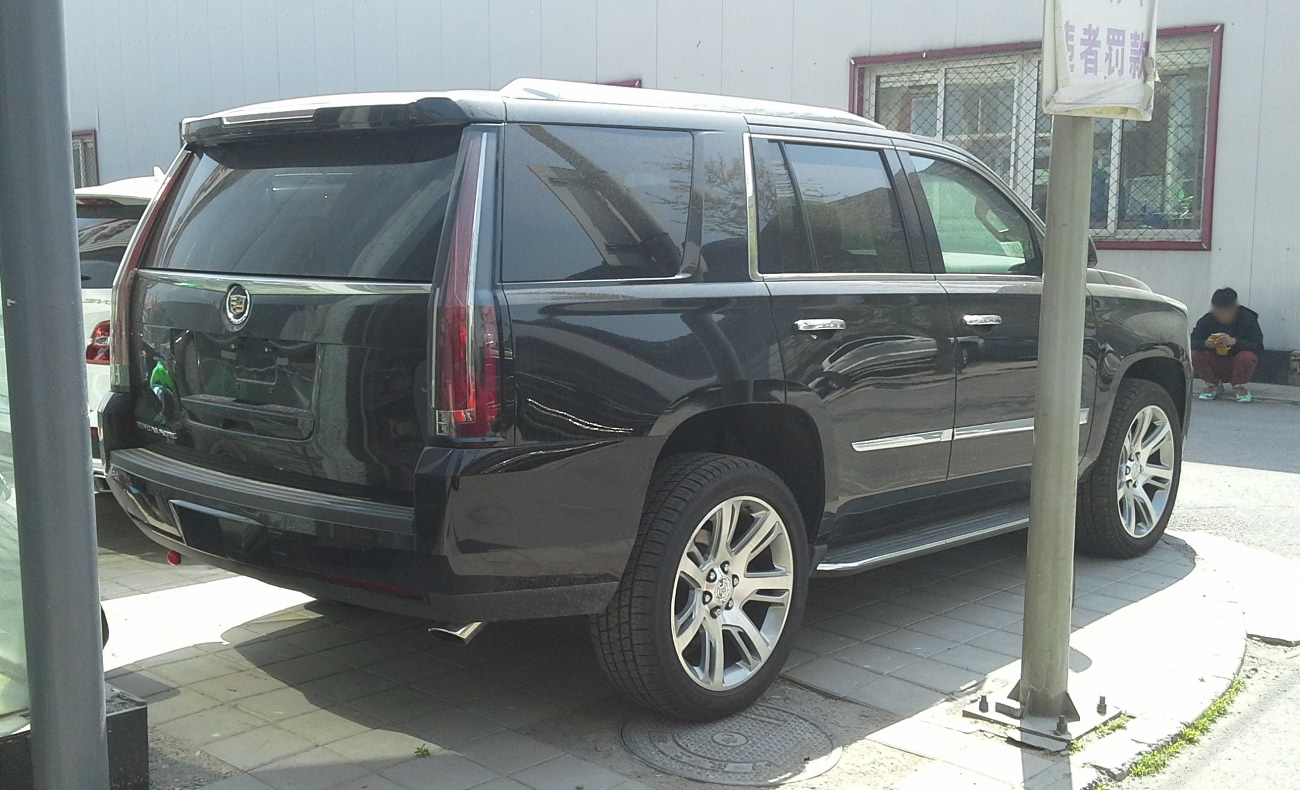
2015 Escalade 車尾

## 第五代 (2021-至今)

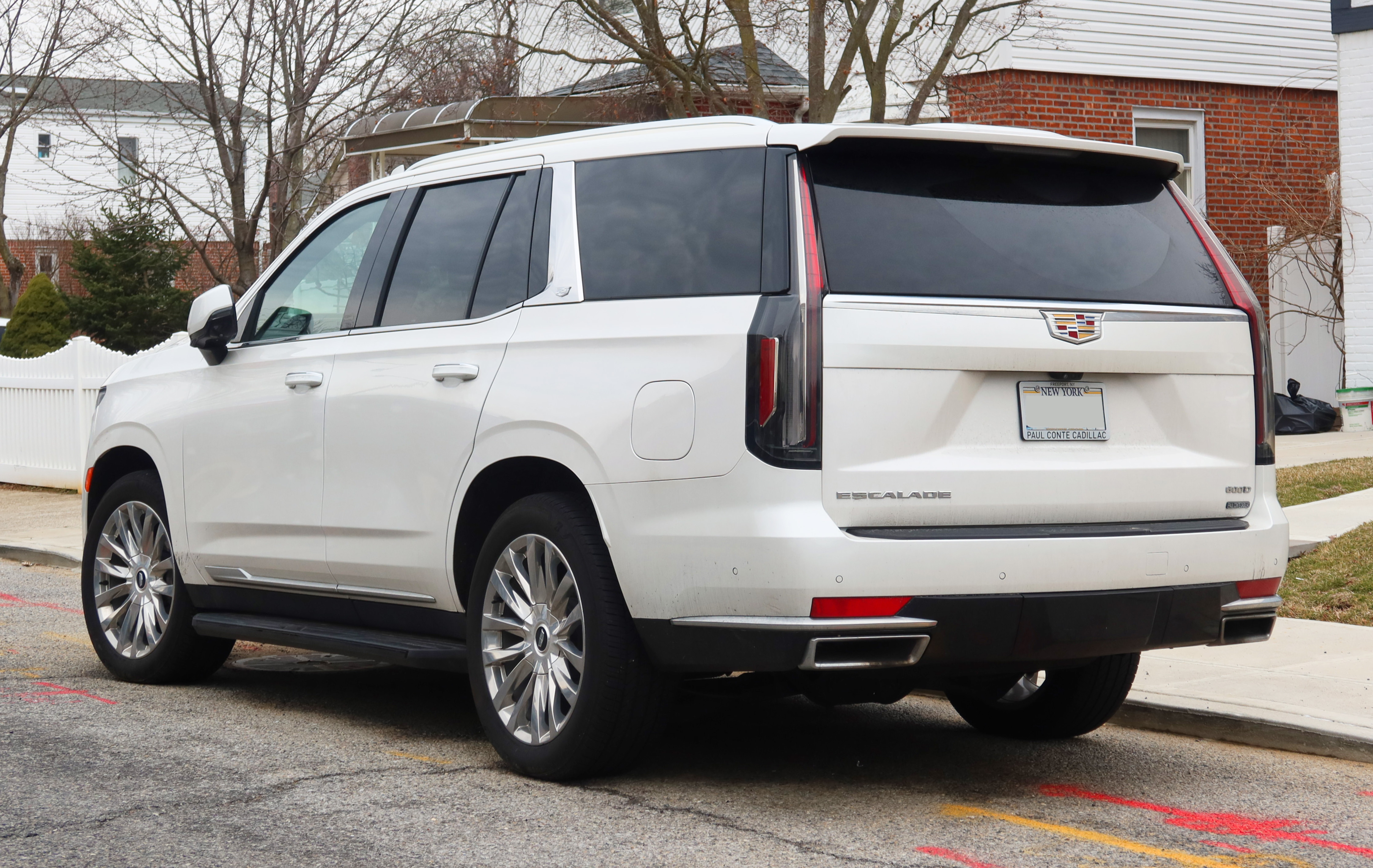
車尾

第五代的Escalade於2020年2月4日於加州比佛利山莊首度亮相 ，並於該年秋季開始販售
而第五代 Escalade 是根據通用汽車 GMT T1XX 平台所打造, 與同旗下之品牌 雪佛蘭 Tahoe和GMC Yukon以及 雪佛蘭 Suburban共用底盤, 並且換上了凱迪拉克新世代休旅車一貫的水箱罩。
第五代Escalade在美國共有五種規格，分別為豪華版(Luxury)、進階豪華版(Premium Luxury)、運動版(Sport)、豪華白金版(Premium Luxury Platinum)、運動白金版(Sport Platinum)，內裝選擇高達八種選擇與四種座椅設計，而內裝部分最特別的設計莫過於位在駕駛座前方那38吋超大OLED曲面螢幕，原稱稱解析度及辨識率與4K電視相同，並結合了儀表台以及影音系統，以及標配36個AKG特製音響。
2020年1月28日，凱迪拉克推出「超級巡航(Super Cruise)」功能，為凱迪拉克自動駕駛系統，除了定速巡航、跟車、車道維持以外，原廠更展示了能自動變換車道的功能， 2020年1月31日，Escalade 展出3.0升LM2直六Duramax渦輪增壓柴油引擎的版本“600D”，這也是凱迪拉克自1985年Deville和Fleetwood兩款轎車以來推出的柴油動力選項。外觀上也跟前幾代Escalade更長，車內空間也比以往的大（特別是第二排與第三排）。
2020年11月，第五代Escalade於2021年在日本上市。但僅有標準長度，無ESV加長版，等級也只有兩個（運動白金和豪華白金）選擇。

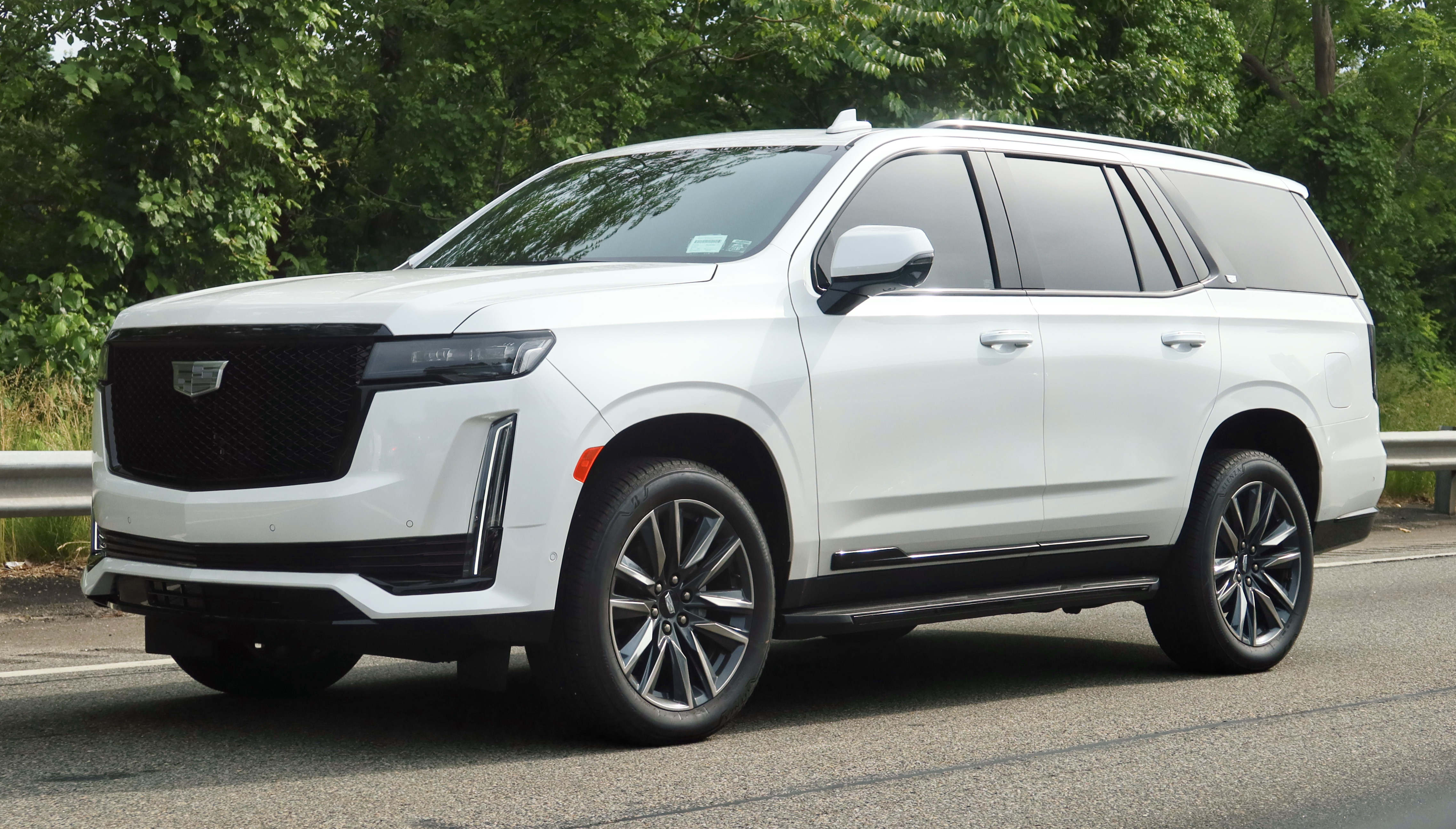
2021 Escalade ESV
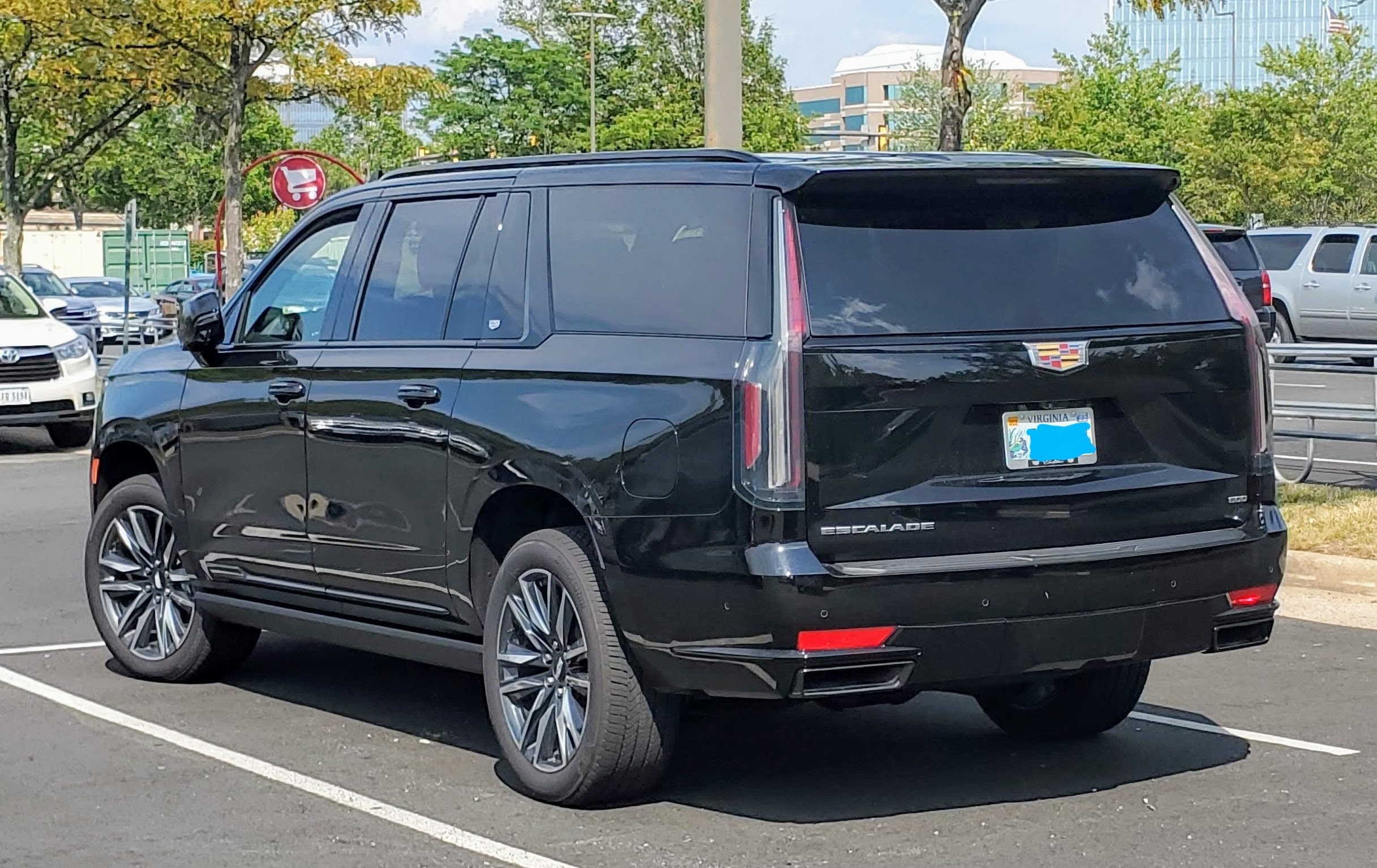
2021 Escalade ESV

### Escalade-V
凱迪拉克於2022年推出了前所未有的性能版Escalade，稱為Escalde-V，其中V為凱迪拉克以往性能版車輛之名字，如CTS-V、ATS-V。Escalade-V 是美國市場中尺寸最大的性能休旅車款，採用長軸ESV尺寸打造，軸距3,406毫米，長寬高分別為5,766x2,060x1,941毫米，使用6.2升V8機械增壓引擎，輸出682匹馬力及885牛頓米的扭距，配備10速手自排變速箱，0-100公里加速僅需4.4秒，建議售價為149,990美金起。

## 美國銷量
| 年分 | Escalade | EXT    | ESV    | 美國總銷量 |
| ---- | -------- | ------ | ------ | ---------- |
| 1998 | 3,089    | –      | –      | 3,089      |
| 1999 | 23,897   | –      | –      | 23,897     |
| 2000 | 23,346   | –      | –      | 23,346     |
| 2001 | 31,270   | 546    | –      | 31,816     |
| 2002 | 36,114   | 13,494 | 36     | 49,644     |
| 2003 | 35,621   | 11,256 | 12,866 | 59,743     |
| 2004 | 36,994   | 9,638  | 15,618 | 62,250     |
| 2005 | 29,876   | 7,766  | 13,502 | 51,144     |
| 2006 | 39,017   | 7,019  | 16,170 | 62,206     |
| 2007 | 36,654   | 7,967  | 16,370 | 60,991     |
| 2008 | 23,947   | 4,709  | 11,054 | 39,710     |
| 2009 | 16,873   | 2,423  | 6,588  | 25,884     |
| 2010 | 16,118   | 2,082  | 8,674  | 26,874     |
| 2011 | 15,079   | 2,036  | 8,388  | 25,503     |
| 2012 | 12,615   | 1,934  | 8,083  | 22,632     |
| 2013 | 12,592   | 1,972  | 7,950  | 22,514     |
| 2014 | 19,482   | 53     | 10,987 | 30,522     |
| 2015 | 21,230   | –      | 14,691 | 35,921     |
| 2016 | 23,604   | –      | 15,488 | 39,092     |
| 2017 | 22,994   | –      | 14,700 | 37,694     |